# Copa América 2016
Copa América 2016 (španělsky Copa América Centenario) bylo mistrovství Ameriky pořádané fotbalovými konfederacemi CONMEBOL a CONCACAF mimo obvyklý čtyřletý cyklus jako oslava stého výročí založení konfederace CONMEBOL a uspořádání první Copa Amérika v roce 1916. Vůbec poprvé se turnaj Copa América konal mimo Jižní Ameriku - ve Spojených státech amerických. Na programu bylo 32 zápasů v období od 3. do 26. června roku 2016.
Vítězství z předchozího roku obhájil tým Chile, který ve finále v East Rutherfordu porazil, stejně jako o rok dříve, na penalty Argentinu.

## Účastníci
Turnaje se zúčastnilo všech 10 členských zemí CONMEBOL a 6 zemí CONCACAF.
| - Argentina - Bolívie - Brazílie - Chile (držitel titulu) - Kostarika - Kolumbie | - Ekvádor - Haiti - Jamajka - Mexiko - Paraguay - Panama | - Peru - Uruguay - USA - Venezuela |

## Soupisky
Podrobnější informace naleznete v článku Copa América 2016 (soupisky).